# Der Fall John Doe!
Der Fall John Doe! (Originaltitel: John Doe) ist eine US-amerikanische Fernsehserie aus dem Jahr 2002.

## Handlung
Ein junger Mann erwacht nackt auf einer Insel und leidet an totaler Amnesie. Er bemerkt aber, dass er farbenblind ist und ein merkwürdiges Zeichen auf der Brust hat. Außerdem trägt er das komplette Wissen der Welt in sich. In den Folgen setzt er dieses ein, um der Polizei bei der Verbrecherjagd zu helfen. Er ist getrieben davon, seine Identität aufzudecken.

## Roter Faden
Die Serie dreht sich um die Herkunft bzw. die Identität von John Doe, wie er sich selbst nennt, denn er hat eine retrograde Amnesie und kann sich seit dem Aufwachen auf der Insel an nichts erinnern, auch nicht an seinen Namen. Von Theresa, einer Person, die er in Farbe sehen kann, und die er aus seiner Vergangenheit zu kennen scheint, wird er Tommy genannt.
Auch Theresa scheint eine Person mit besonderen Fähigkeiten zu sein. Die Phoenix-Gruppe ist im gesamten Verlauf der Serie nach etwas auf der Suche. Bei dieser Suche setzt die Phoenix-Gruppe u. a. High-Tech Computertechnologie ein. Später finden neben High-Tech Technologien auch Personen mit scheinbar übersinnlichen Fähigkeiten Einsatz, welche der Phoenix-Gruppe durch Remote-Viewing bei der Suche helfen soll. Eine dieser Personen ist Theresa.
Letztendlich sind es diese Remote-Viewer, welche John Doe auf die Spur des Versteckes der Phoenix-Gruppe bringen.

### Farbenblindheit
John Doe ist seit seiner ersten Erinnerung farbenblind. Von Zeit zu Zeit kann er aber bestimmte Dinge oder Personen in Farbe sehen. Diese Dinge/Personen scheinen eine besondere Bedeutung zu haben und geben Hinweise auf seine Vergangenheit. Es wird in der Serie keine Erklärung geliefert, weshalb John Doe nur bestimmte Personen in Farbe sehen kann. Vor allem ist interessant, dass die Personen, welche er im Laufe der Serie in Farbe sieht, offensichtlich nichts miteinander zu tun haben. Eines der Bilder ist das eines entführten Mädchens, bei deren Suche er hilft, ein zweites ist das Foto eines Kriegskameraden von Digger und das 3. Bild ist das von Theresa.

### Phoenix
Diese Gruppe wird in der zweiten Hälfte der Serie erwähnt. Was diese Gruppe macht, welchem Zweck sie dient oder was ihr Ziel ist, bleibt weitgehend ungeklärt. Ein besonderes Merkmal der Phoenix-Gruppe ist, dass die Mitglieder dieser Gruppe ausschließlich in Gebärdensprache kommunizieren. Wie sich im späteren Verlauf der Serie herausstellt, dient dies der Sicherheit, nicht abgehört werden zu können.
Besonderes Interesse hat die Phoenix-Gruppe an John Doe, der vom Anführer der Gruppe als „Der Phoenix“ bezeichnet wird. Während der gesamten Serie ist die Phoenix-Gruppe auf der Suche nach einem bestimmten Objekt. Es stellt sich im Laufe der Serie heraus, dass es sich bei diesem Objekt um eine Art Zepter handelt, dessen Kopfstück einen Phönix darstellt. Wie weiterhin herauskommt, befindet sich dieses Zepter in einem Lagerraum des Vatikans.
Was es genau mit dem Zepter auf sich hat und welchen Zusammenhang zwischen dem Zepter und John Doe besteht, wird in der Serie nicht eindeutig aufgeklärt.
Weiterhin wichtig zur Phoenix-Gruppe ist, dass eine Abteilung der NSA auf die Gruppe aufmerksam geworden ist. In den letzten Episoden der Serie gibt es verschiedene Situationen, in welchen John Doe und ein Agent der NSA zusammenarbeiten. Zwischen diesem Agent und John Doe gibt es die Vereinbarung, dass John Doe der NSA hilft, die Phoenix-Gruppe ausfindig zu machen und die NSA John Doe als Gegenleistung helfen will, mehr über dessen Vergangenheit herauszufinden.

## Hintergründe
Die Serie wurde nach einer Staffel mit einem Cliffhanger von Fox abgesetzt, ohne dass das der Serie zugrunde liegende Rätsel gelöst wurde.
Später wurde im offiziellen amerikanischen Forum der Serie und auch in Entertainment Weekly eine kurze Auflösung des Zusammenhanges zwischen John Doe und Phoenix sowie zu John Does umfassendem Wissen nachgereicht:
John Doe war eigentlich ein ganz normaler Mensch, der bei einem Schiffsunglück getötet wurde und dabei auch das Zeichen auf seiner Brust durch ein Stück Metall erhielt. Dadurch, dass sein Geist dann infolge einer Nahtoderfahrung an einen spirituellen Ort reiste, wo ihm alles Wissen der Welt zuteilwurde, das er für das Jenseits brauchte, kam er dann auch zu seinem umfassenden Wissen. Doch irgendwie ist er danach wieder in die gegenwärtige Welt zurückgekehrt.
Phoenix glaubte deswegen daran, dass John Doe der Messias wäre, und versuchte ihn vor einer zweiten Gruppe zu schützen, die seinen Tod wollte.
Wie John Doe zu Theresa steht, wurde in den Folgen leider nicht aufgelöst. Warum er manche Objekte/Personen in Farbe gesehen hat, die anscheinend wichtig für ihn und seiner Vergangenheit sind, wurde auch nicht aufgelöst.